# Ixion
Trong thần thoại Hy Lạp, Ixion (/ɪkˈsaɪ.ən/ ik- SY -ən; tiếng Hy Lạp: Ἰξίων, Gen:. Ἰξίωνος có nghĩa là "thổ dân mạnh mẽ") là vua của Lapith, bộ lạc cổ xưa nhất của Thessalía , và là một con trai của Ares, hoặc Leonteus , hoặc Antion và Perimele , hoặc kẻ bất lương khét tiếng Phlegyas, có tên hàm ý"bốc lửa". Peirithoös  là con trai của ông  (hoặc con trai riêng, nếu Zeus là cha của ông, như Zeus tuyên bố với Hera trong Iliad 14).

## Bối cảnh

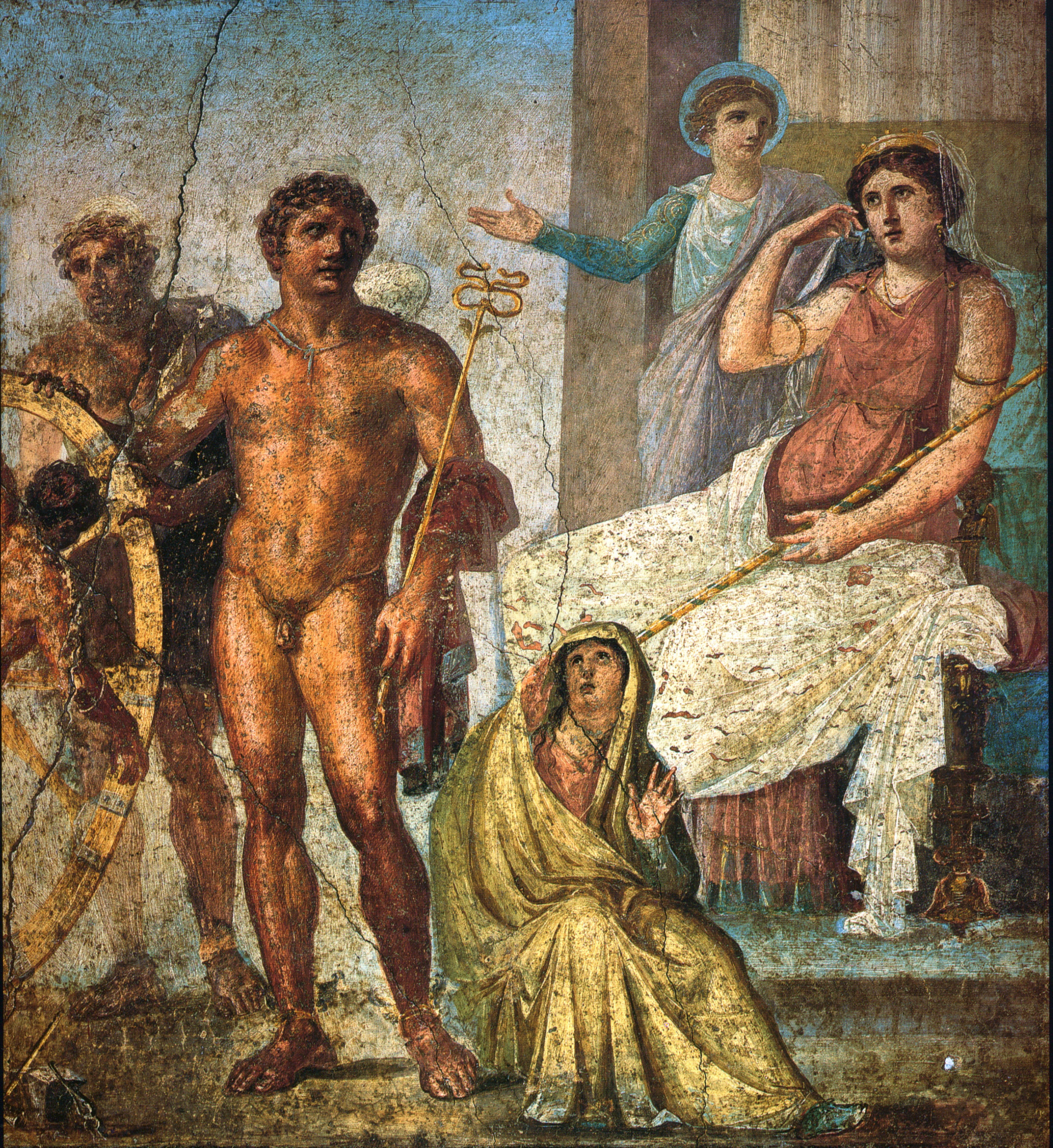
Sự trừng phạt của Ixion: ở giữa là thần Mercury cầm trượng và bên phải là Juno ngồi trên ngai vàng. Đằng sau bà có Iris đang đứng và ra cử chỉ. Bên trái là Vulcan (hình tóc vàng) đứng sau tay lái, đang điều khiển, với Ixion được buộc vào nó. Nephele ngồi dưới chân Mercury; đây là một bức bích họa La Mã từ bức tường phía đông của triclinium trong Nhà của Vettii, Pompeii, Phong cách thứ tư (60-79 sau Công nguyên).

Ixion kết hôn với Dia, một cô con gái của Deioneus  (hay Eioneus) và hứa với bố vợ một món quà quý giá. Tuy nhiên, anh ta không chịu trả giá cô dâu, vì vậy Deioneus đã đánh cắp một số con ngựa của Ixion để trả thù. Ixion che giấu sự phẫn nộ của mình và mời cha vợ đến dự tiệc tại Larissa. Khi Deioneus đến, Ixion đẩy bố vợ vào một chiếc giường đã đốt than và gỗ. Những tình tiết này là thứ yếu đối với thực tế của hành vi giết người nguyên thủy của Ixion; nó có thể được giải thích hoàn toàn khác nhau: trong tuyển tập Hy Lạp (iii.12), trong số một tập hợp các bản khắc từ một ngôi đền ở Cyzicus là một mô tả epigrammatic về Ixion giết Phorbas và Polymelos, mà là người đã giết mẹ mình, Megara,"một người mẹ tuyệt vời".
Ixion phát điên, cảm thấy ô uế bởi hành động của mình; các hoàng tử láng giềng đã bị xúc phạm bởi hành động phản bội và vi phạm xenia đến nỗi họ đã từ chối thực hiện các nghi thức sẽ tẩy sạch tội lỗi của Ixion (xem catharsis). Sau đó, Ixion sống như một kẻ ngoài vòng pháp luật và bị xa lánh. Bằng cách giết cha vợ của mình, Ixion được cho là người đàn ông đầu tiên phạm tội giết người trong thần thoại Hy Lạp. Chỉ riêng điều đó đảm bảo cho anh ta một hình phạt khủng khiếp.
Tuy nhiên, Zeus đã thương hại Ixion và đưa anh ta đến Olympus và giới thiệu Ixion tại bàn của các vị thần. Thay vì biết ơn, Ixion đã thèm muốn Hera, vợ của Zeus, một sự vi phạm hơn nữa về quan hệ chủ-khách. Zeus phát hiện ra điều này và tạo ra một đám mây có hình dạng của Hera, được biết đến với cái tên Nephele (từ nephos"đám mây") và lừa Ixion cặp đôi với nó. Từ sự kết hợp của Ixion và đám mây Hera giả đã sinh ra Imbros  hoặc Centauros , đến lượt nó đã giao phối với những con ngựa Magnesian trên Núi Pelion, Pindar nói, tham gia vào chủng tộc Centaur, được gọi là Ixionidae do dòng dõi của họ.
Ixion sau đó bị trục xuất khỏi Olympus và bị sét đánh nổ tung. Zeus ra lệnh cho Hermes trói Ixion vào một bánh xe bốc lửa có cánh luôn quay. Do đó, Ixion bị ràng buộc với một bánh xe mặt trời đang cháy mãi mãi, lúc đầu xoay tròn trên thiên đàng, nhưng trong huyền thoại sau đó được chuyển đến Tartarus. Chỉ khi Orpheus chơi đàn lyre trong chuyến đi đến Địa ngục để giải cứu Eurydice, thì bánh xe mới dừng lại một lúc. 

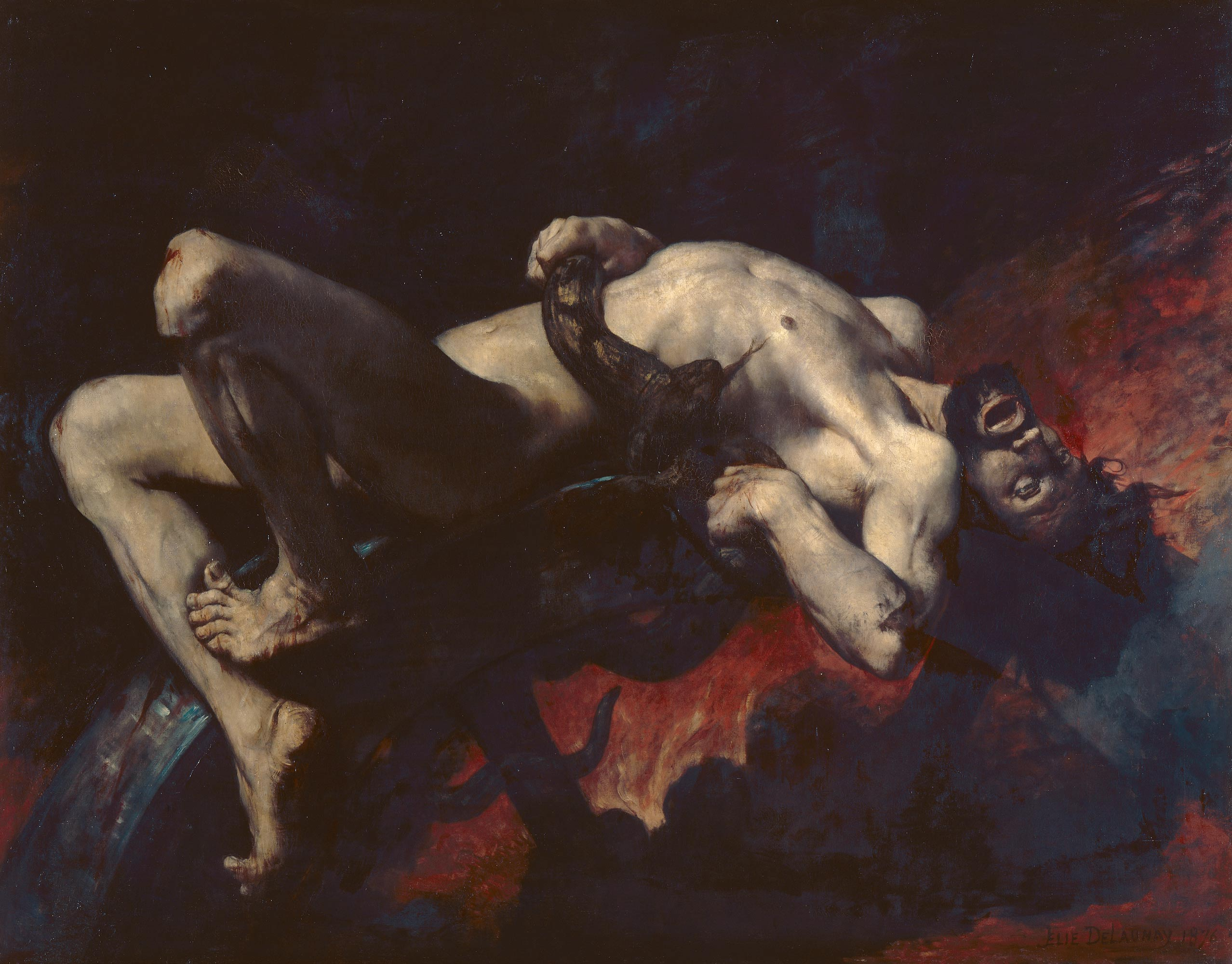
Ixion của Jules-Elie Delaunay